# Gawriil Gawriilowitsch Gustawson

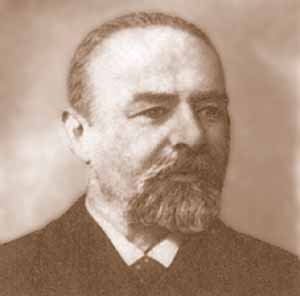
Gawriil Gawriilowitsch Gustawson

Gawriil Gawriilowitsch Gustawson (russisch Густавсон, Гавриил Гавриилович, englische Transliteration Gavril Gavrilovich Gustavson, wissenschaftliche Transliteration Gavriil Gavriilovič Gustavson; * 22. Dezember 1842jul. / 3. Januar 1843greg. in St. Petersburg; † 13. Apriljul. / 26. April 1908greg.) war ein russischer Chemiker.

## Leben
Sein Studium an der Universität Petersburg beendete Gustavson 1865, von 1869 bis 1875 war es dort als wissenschaftlicher Assistent von Alexander Michailowitsch Butlerow tätig. Danach wurde er als Professor an die Landwirtschafts-Akademie in Moskau berufen. 1892–1900 leitete Gustavson die Höhere Frauenbildung in St. Petersburg. 1894 wurde er zum korrespondierenden Mitglied der Akademie der Wissenschaften in St. Petersburg gewählt.

## Wissenschaftliches Werk
Die umfangreichen Arbeiten von Gustavson sind ungewöhnlich breit angelegt und beinhalten Forschungen zur allgemeinen und zur organischen Chemie. 1877 entdeckte Gustavson die katalytische Wirkung der Lewis-Säure der Aluminiumhalogenide (z. B. Aluminiumtrichlorid) bei mehreren organisch-chemischen Reaktionen. Dabei entdeckte er instabile Komplexverbindungen aus Aluminiumhalogenid und organischen Substanzen (sogn. „Gustavson-Fermente“). Er untersuchte metallorganische Zwischenstufen der Friedel-Crafts-Alkylierung. Aus 1,3-Dibrompropan synthetisierte Gustavson durch Einwirkung von Zinkstaub Cyclopropan (Gustavson-Reaktion).